# Maximilien Robespierre
Maximilien François Marie Isidore de Robespierre (Arras, 6. svibnja 1758. – Pariz, 28. srpnja 1794.), francuski revolucionar, fizički vođa Francuske revolucije, osnivač državne deističke religije, progonitelj katoličanstva i jedan od glavnih zagovornika revolucionarnog terora tijekom Jakobinske diktature 1793/1794. godine.
Nadahnut idejama Rousseaua istupa protiv kraljevskog apsolutizma. U Ustavotvornoj skupštini zalaže se za opće pravo glasa, istupa protiv imovinskog cenzusa, a za ravnopravnost Židova i domorodaca u kolonijama (to francuski revolucionari poslije nisu proveli, nego su naprotiv krvavo ugušili veliki ustanak crnih robova na Haitiju) te traži ukidanje ropstva. Član je Društva prijatelja Crnaca. Vjernost revolucionarnim idealima te odbijanje unosnih mjesta i počasti pribavili su mu nadimak - Nepotkupljivi. Od 1791. godine istaknuta je ličnost Francuske revolucije.
Robespierre je smatrao kako se blagostanje naroda ne može osigurati bez obaranja plutokracije: Robespierre smatra da velika bogatstva kvare one koji ih posjeduju, kao i one koji im zavide...(uz njih) čak se i sam talent smatra sredstvom ne toliko korisnim za domovinu koliko za to da se stekne imetak. Pod tim okolnostima sloboda je isprazna himera, a zakoni su samo instrument ugnjetavanja.
Za vladavine Legislative djeluje preko tribine Jakobinskog kluba gdje se suprotstavlja žirondincima. Nakon ustanka 10. kolovoza 1792. godine izabran je za člana revolucionarne pariške komune, a zatim je za vladavine Konventa na čelu montanjara. U nacrtu Deklaracije prava čovjeka ne negira privatno vlasništvo, ali ga ograničava i zahtijeva da se uvede progresivni porez prema imetku, proglašava pravo na opće obrazovanje, pravo na rad i socijalnu pomoć. Uz to ozakonjuje revolucionarnu akciju (članak 17.): Kada vlada nasiljem krši prava naroda, ustanak je njegov najsvetiji zadatak.
Robespierre se zalaže se i za solidarnost svih naroda povezanih u univerzalnoj težnji za slobodom: za njega, ljudi svih zemalja su braća. Različiti narodi trebaju se međusobno pomagati koliko god mogu, kao građani jedne države. Tko tlači jednu naciju, neprijatelj je svih ostalih nacija. One koji vode rat protiv jednog naroda da bi zaustavili napredak slobode i uništili prava čovjeka trebaju svi progoniti i to ne kao obične neprijatelje već kao ubojice i buntovne razbojnike.
Jakobinski je klub oduševljeno prihvatio njegovu Deklaraciju, ali ju je Ustavotvorna skupština smatrala suviše smionom pa je mnoge dijelove izmijenila ili odbacila.
Od 27. srpnja 1793. godine član je Komiteta javnog spasa, gdje se zalaže da se oštre mjere primjene samo protiv onih čija je krivica protiv sigurnosti Republike dokazana. Iako nije imao nikakvih diktatorskih ovlasti, ali uživajući golem moralni ugled de facto je davao smjer jakobinskoj diktaturi, a istupao je i kao njen teoretičar: "Do kada će se nasilje tirana nazivati pravdom, a pravda naroda barbarstvom ili buntovništvom?", pita on.
Od 1793. godine kada počinje raskol u stranci montanjara drži se srednje linije nastojeći održati revolucionarni savez između jakobinske buržoazije i narodnih masa. U tom smislu bori se protiv ultrarevolucionarnih ateističkih hebertista (sljedbenika Jacquesa Héberta, urednika ekstremističkog časopisa Le Père Duchesne) a zatim protiv desnog krila tzv. pomirljivih s Dantonom na čelu (iza kojih se kriju interesi novih bogataša i ljudi povezanih s emigracijom).
U veljači 1794. godine piše pamflet "O principima političke moralnosti", u kojemu "predstavnicima naroda" u tijelima državne vlasti predlaže revolucionarni teror (u to vrijeme revolucionarne vlasti širom Francuske doista i provode masovna politička pogubljenja; tako primjerice u slučaju Utapanja u Nantesu) kao osobito uzvišen metod političkog rada:
"Ako je vrlina izvor narodne vlasti u vremenima mira, izvor te vlasti tijekom revolucije je vrlina povezana s terorom: vrlina, bez koje je teror destruktivan; teror, bez koje je vrlina nemoćna. Teror je naprosto pravda koja je brza, stroga i nepopustljiva; stoga on predstavlja izraz vrline; on zapravo i ne predstavlja neko posebno načelo, nego prirodnu posljedicu općeg načela demokracije, primijenjenog u svrhu ostvarenja najprečih potreba nacije... Vlast u revoluciji jest despotizam slobode protiv tiranije."

Kao rusoovski deist pokušava zemlji dati novu duhovnu bazu, koju ne vidi u ateizmu za kojega se zalažu hebertisti. Robespierre postiže da se širom države u crkve - koje su sve redom oduzete Katoličkoj Crkvi, a katoličko bogoslužje je zabranjeno pod prijetnjom smrtne kazne - uđe deistički "Kult Razuma i Višnjeg Bića" (franc. Culte de la Raison et de l'Être suprême).
Političke snage koje se protive teroru počinju prevladavati početkom 1794. godine. Kao svojevrsni amblem revolucije i revolucionarnog terora, Robespierre se distancira od Dantona, koji je bio naljutio mnoge članova Komiteta javne sigurnosti (državnog tijela koje je provodilo teror) zbog zalaganja za umjerenost u provođenju strahovlade. Robespierre se pridružuje napadima na Dantona, te nastavlja s napadima na Héberta. Kao posljedica tih političkih napada, Hébert je zajedno s 19 svojih pristalica giljotiniran 24. ožujka, a Danton je s pet svojih tzv. popustljivaca (ti nisu bili protiv terora, nego su se zalagali za veću umjerenost u ubijanju) giljotiniran 5. travnja 1794. Naposljetku, uz nekakvo savezništvo heberista i popustljivaca koji su Robespierreu složno zamjerali ubijanje svojih vođa, biva sam Robespierre 27. srpnja 1794. godine oboren u Konventu, gdje se glasuje za smjenu Robespierra kojem se tom prilikom nije dalo pravo da govori. Narednog su ga dana na giljotini smaknuli zajedno s njegovim najbližim suradnicima - Saint-Justeom i Coulthonom. Ta pogubljenja naznačuju kraj razdoblja revolucionarnog terora: nakon pogubljenja vođa sve tri grupe zagovornika strahovlade, nije više postojala prava motivacija da se nastavi sa samovoljnim ubijanjem političkih neistomišljenika.

## Vanjske poveznice
- Maximilien Robespierre Internet Archive
- Robespierre.org.uk  Arhivirana inačica izvorne stranice od 25. srpnja 2010. (Wayback Machine)
- A.M.R.I.D (Association Maximilien Robespierre pour l'Idéal Démocratique)  Arhivirana inačica izvorne stranice od 10. rujna 2009. (Wayback Machine)